# Syndicat international des moniteurs de ski
 (août 2024).
Si vous disposez d'ouvrages ou d'articles de référence ou si vous connaissez des sites web de qualité traitant du thème abordé ici, merci de compléter l'article en donnant les références utiles à sa vérifiabilité et en les liant à la section « Notes et références ».
Le Syndicat international des moniteurs de ski (SIMS) est un syndicat professionnel régi par la loi de 1884. Le syndicat a pour vocation de rassembler des moniteurs de ski. Il fédère des Écoles de ski sous la dénomination École de ski internationale (ESI), deuxième de France après les Écoles du ski français (ESF).
Il a été créé en avril 1977 sous le nom de « Fédération française des enseignants du ski » (FFES) par quatre moniteurs, unis par leur passion du ski (Michel VACHEZ,  Louis DESMOULIN, Jacques SIMON et Pierre CORNILLAT) qui souhaitaient mettre fin au monopole du Syndicat national des moniteurs du ski français (SNMSF) et de ses Écoles du ski français (ESF) et créer un syndicat alternatif de moniteurs de ski afin de faire respecter l’exercice de leur profession. 
En 2000, la dénomination « Syndicat international des moniteurs de ski » est adoptée.
Le SIMS est dirigé par un bureau national composé de douze membres élus par tiers lors de l’assemblée générale annuelle se déroulant chaque novembre. Il était  présidé par Pierre CORNILLAT à ses débuts en 1977 puis par Philippe CAMUS à partir de 1992 et ce jusqu'à 2015.
En date du 2 février 2015, les membres du bureau ont élu Christophe CHAUDIEU à la tête du SIMS en lui confiant le poste de président.
En 2017, Johann KWIATKOWSKI est élu nouveau président du SIMS. Il pose sa démission en 2022 et est remplacé par Jean-Marie BLACHE, anciennement vice-président. 
Aujourd’hui, le SIMS regroupe 65 Écoles de ski dans tous les massifs montagneux français. Il est également présent en Suisse avec 8 écoles situées dans le massif valaisan (Verbier, Nendaz, Grimentz). Le SIMS est le 2e syndicat de France et le 1er à l'étranger.
Il rassemble environ 1300 moniteurs de ski et de snowboard, tous diplômés de l’École nationale de ski et d'alpinisme (ENSA). Les moniteurs travaillent soit dans les ESI, soit sont indépendants et se chargent eux-mêmes de trouver leur clientèle.
À la base, les moniteurs de ski étaient habillés en vert ou n'avaient pas de couleur particulière assignée. Afin de créer une cohérence entre les Écoles et un repérage plus simple pour les clients, la couleur bleue (100% cyan) a été choisie.

## Missions

### Défense de la profession
Le syndicat a pour but de défendre et de promouvoir les intérêts professionnels, collectifs et individuels de tous ses membres.

### Assurances professionnelles et assistance
Tout membre du syndicat est assuré en responsabilité civile professionnelle pour toutes ces activités d’enseignement du ski. Il bénéficie également d’une assurance frais de recherche et secours et d'une assurance décès.
Chaque adhérent bénéficie d’une assistance fiscale, juridique et comptable.

### Formation
Le centre de formation du SIMS prépare les moniteurs stagiaires aux épreuves du Diplôme d'État (DE) Alpin. Aujourd'hui, le ski alpin ne suffit plus pour être diplômé ; les moniteurs doivent aussi avoir un très bon niveau en snowboard qu'ils enseigneront, ou non, à leurs futurs élèves.
Le SIMS propose aussi des formations pour les Directeurs d'École, les moniteurs diplômés et/ou les secrétaires d'Écoles. Ces formations peuvent être sur la gestion et l'utilisation de nos logiciels de réservation, la comptabilité, mais encore sur du secourisme, de la recherche de personne victime d'avalanche et du handiski.

## Outils de communication

### Communication interne
- Une assemblée générale a lieu une fois par an, en début de saison hivernale. Les directeurs d'écoles et les adhérents, à jour de leur adhésion, sont conviés à participer aux débats.
- Des réunions du Bureau National : elles réunissent douze membres du syndicat et sont sources de discussion afin de trouver des solutions ou améliorations vis-à-vis du fonctionnement du syndicat.
- Un séminaire est organisé au mois de mai. Pour terminer la saison, les membres des ESI sont conviés pour trois jours, généralement dans le sud de la France.
- Une brochure "ESI news" est éditée deux fois par an et distribuée à tous les adhérents.
- Un secrétariat, sur Albertville, est ouvert toute l'année pour servir ses adhérents et mettre en œuvre les projets établis par le Bureau National.

### Communication externe
- Un site internet accessible au public.
- La participation aux salons professionnels.
- La présence syndicale lors d'évènements sportifs.
- L'association avec différents partenaires.